# Lowe Alpine
Lowe Alpine je výrobce a dodavatel outdoorového vybavení. Společnost vznikla v Coloradu a nyní působí mezinárodně. V současné době firmu vlastní Equip Outdoor Technologies Holdings Ltd.
Značka byla vytvořena horolezcem Gregem Lowem v roce 1967, bratrem a lezeckým partnerem Jeffa Lowea, průkopníka a zastánce Alpského stylu lezení ve vysokých horách. Greg Lowe vyrobil inovativní batoh s vnitřním rámem. Pozdější inovace společnosti Lowe Alpine jsou například Advanced Paralux Sytem (APS) a v nedávné době rovněž zádový systém TFX.